# Sport athlétique mauléonais
Maillots
Actualités
Le Sport athlétique mauléonais est un club français de rugby à XV fondé le 20 décembre 1905 à Mauléon-Licharre. C'est l'une des sections du club omnisports homonyme.
Avant 2017, le SA Mauléon était rattaché au comité Béarn. Le club a désormais intégré la Ligue régionale Nouvelle-Aquitaine de rugby.

## Histoire

### Les débuts
Le club est fondé le 20 décembre 1905, et dispute son premier match d'entrainement en 1906.
Le clib dispute rapidement des matches face à d'autres sociétés sportives basques ou béarnaises,.
Ainsi, Cazala du SA Mauléon est capitaine de la sélection basco-béarnaise qui affronte le 19 mai 1907 Stade bordelais à Salies-de-Béarn. Jacques Dufourcq, le salisien 10e international français et champion de France avec le Stade bordelais est pourtant sélectionné.
Au début du XXe siècle, le Stade bordelais est le club majeur en France, avec 7 titres de champions de France entre 1899 et 1911.
Durant cette période, le SA Mauléon forme des joueurs comme Jean-Baptiste Brisé ou Henri Espelette. Les résultats sont probants, le club s'impose notamment face à l'US Dax en 1909. Le SA Mauléon est promu en 2e série du Championnat de Côte Basque en 1911.
Le club se maintient à ce niveau jusqu'à la Première Guerre Mondiale.

### Entre-Deux-Guerres

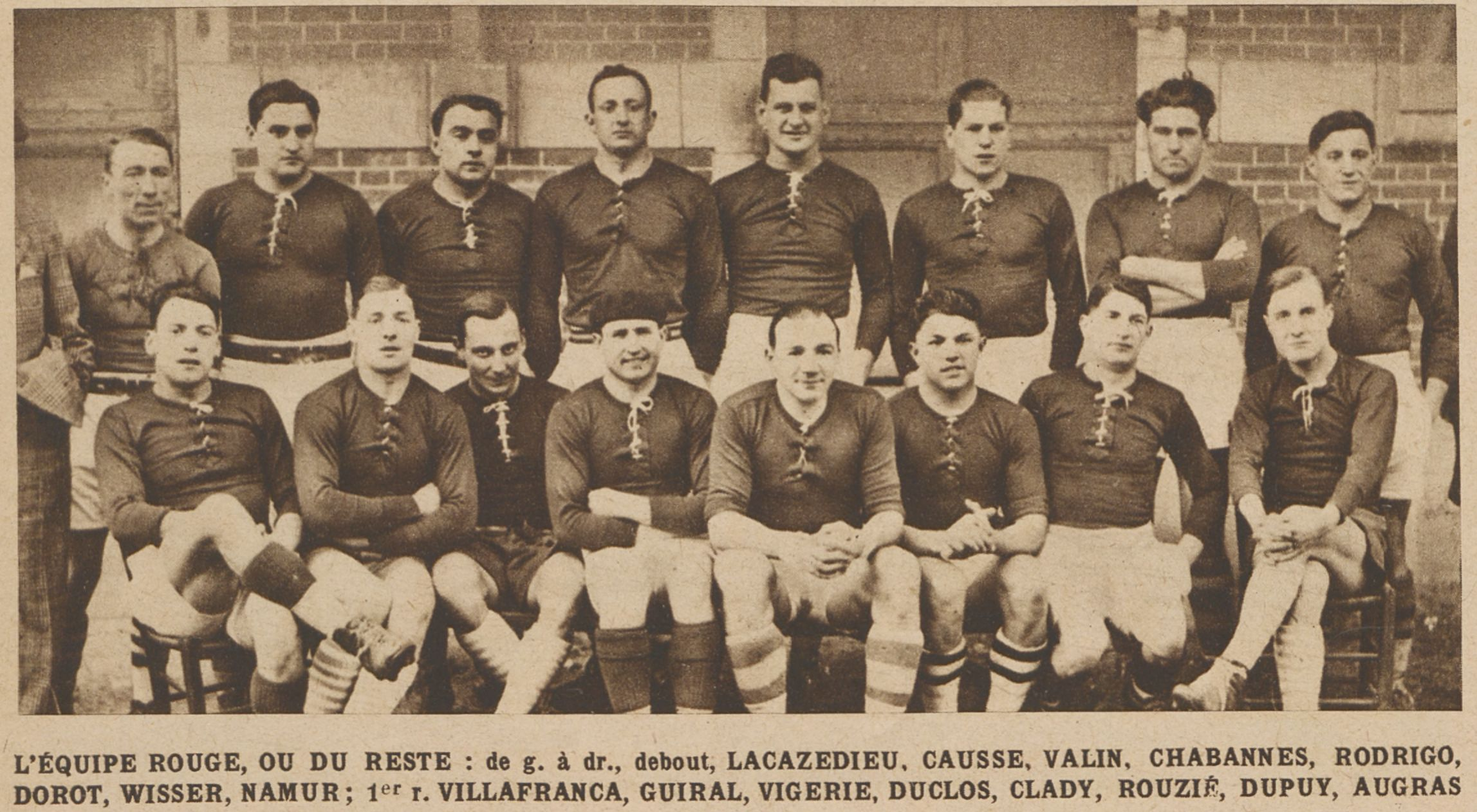
L'équipe rouge, ou du reste : de g. à dr., debout, Lacazedieu, Causse, Valin, Chabannes, Rodrigo, Dorot, Wisser, Namur ; 1er rang, Villafranca, Guiral, Vigerie, Duclos, Clady, Rouzié, Dupuy, Augras.

Le club évolue en Division d'Honneur, l'équivalent de la deuxième division nationale. Marius Rodrigo devient international en 1930,.
La réputation de bastion du rugby à XV français de Mauléon est déjà bien établie.

### Montée en deuxième division
Entraîné par l'ancien international Michel Celaya, Mauléon monte en deuxième division en 1965 puis et se qualifie ensuite régulièrement pour les phases finales du championnat de France de deuxième division.

### Vice-champion de France de deuxième division 1969
Mauléon atteint la finale du championnat de France de deuxième division en 1969, emmené par le capitaine de l'équipe de Roumanie, Ion Țuțuianu. Sur le terrain de Musard à Bègles, le PUC s’impose face à Mauléon en finale 17-14 grâce à une interception de Jean-Jacques Chevalier en fin de match.

### 4 saisons consécutives dans l'élite du rugby français (1970-1973)
Mauléon monte pour la première fois en première division en 1970.
Il se maintient 4 saisons consécutives avant d'être relégué en groupe B en 1974 alors que l'élite est réduite de 64 à 32 clubs.
Le club, entraîné par Arnaud Marquesuzaa peut encore se sauver via une poule de maintien, la coupe Adolphe Jauréguy.
En ballotage avec les Juraciens de Saint-Claude, il est relégué lors de la dernière journée en perdant le match 12-0 chez leur adversaire direct alors qu'il pouvait se maintenir en ne perdant que de 11 points.
Descendu en deuxième division en 1975, il ne parvient pas à remonter mais les Juniors Reichel du club, emmenés par le futur ouvreur international Roger Aguerre sauvent la saison en parvenant en finale du championnat.
L'année suivante, Mauléon demi-finaliste du championnat de France de deuxième division retrouve la première division groupe B pour la saison 1977.

### Centenaire
Le club célèbre son centenaire en 2005 sous lé présidence d'Arnaud Marquesuzaa. Les célébrations ont durées 5 jours à l'occasion des Fêtes de Mauléon, rendues célèbres par Michel Etcheverry.

### Période moderne

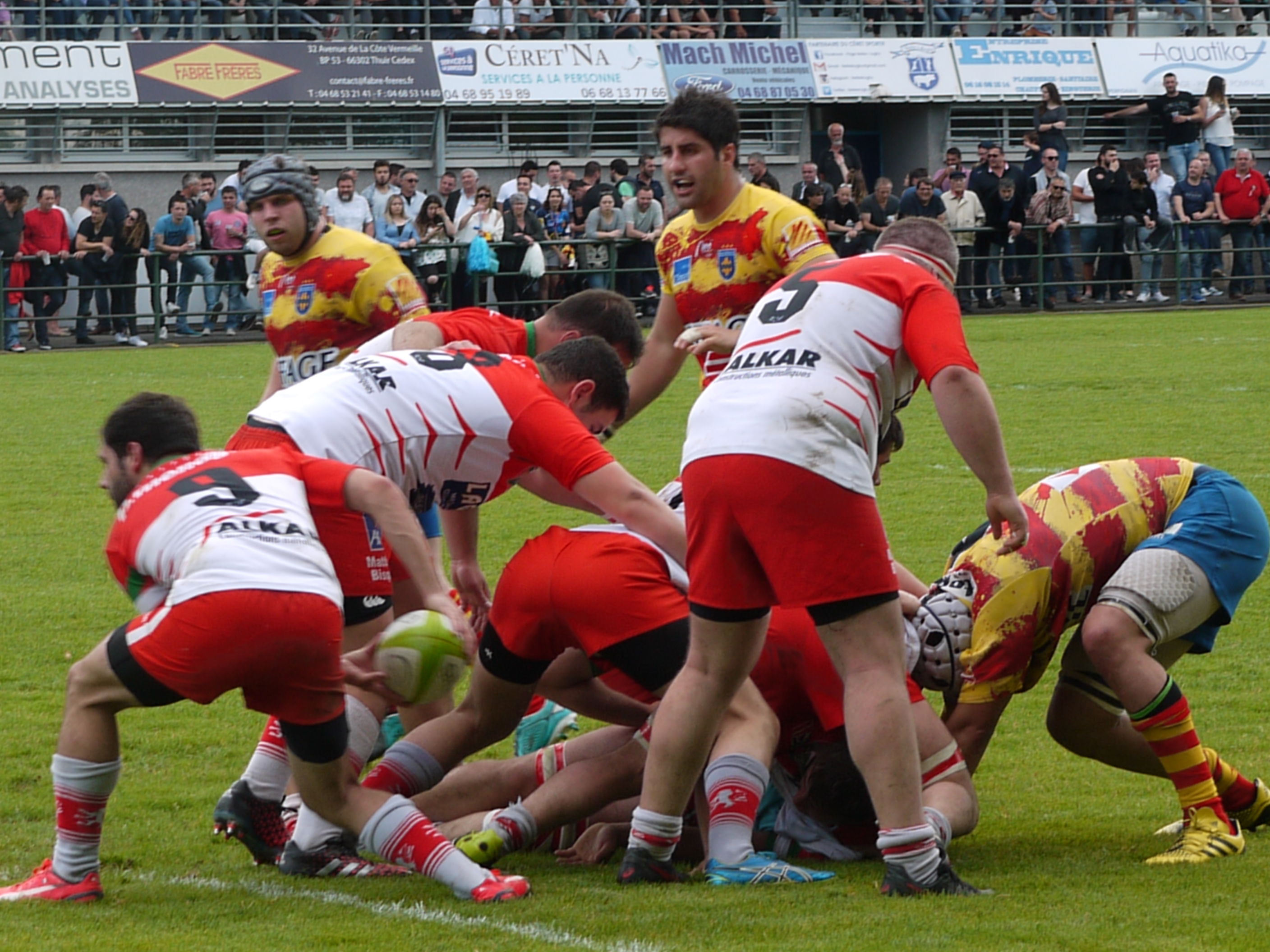
Mauléon contre le Céret sportif en 2017.

Au terme de la saison 2018-2019, le club, quart de finaliste du championnat de France de Fédérale 2 décroche sa place en Fédérale 1.

## Palmarès
- Participation au championnat de première division : 1969-1970, 1970-1971, 1971-72, 1972-73 et 1978-79
- Coupe Frantz Reichel :
  - Finaliste (1) : 1975
- Championnat de Côte basque :
  - Vainqueur (1) : 1933
- Championnat de France de  2e division (Fédérale 2) :
  - Finaliste (2) : 1969 et 2013
  - Demi-finaliste (2) : 1950 et 1976
- Championnat de France de rugby 3e division :
  - Demi-finaliste (1) : 1964
- Challenge de l'Essor : 
  - Vainqueur (2) : 1988 et 1989

## Personnalités du club

### Internationaux

#### Français
- XV de France : Marius Rodrigo (2 sélections, 1931)[19],[20]., Roger Aguerre (1 sélection, 1979)[21], Pierre Arthapignet (1 sélection, 1988)[22], Camille Lopez (14 sélections, 2013)[23], Arnaud Marquesuzaa (10 sélections, de 1958 à 1960)[24], Gérard Murillo (2 sélections, 1954)[25]
- France A : Auguste Ayphassorho, Jean Bordagaray, Louis Darrieu, Jean-René Morot, Jean-Louis Tafernaberry, Beñat Urruty[26].

- Universitaire : Pierre Bordenave, Philippe Etchegaray[26].

- Juniors : Beñat Arrayet, Michel Escande, Pierre Espilondo, Henri Etchegaray, Antoine Fabre, Bruno Fabre, Robert Larrandaburru, Michel Larregain, Jean-Claude Mignacabal, Henri Murillo, Pascal Murillo, Pierre Pucheu, Beñat Sagaspe, Robert Urruty[26].

- Militaire : François Orabe[26].

- Rugby à XIII : Pascal Eito, Antoine Jimenez[26].

#### Étrangers
- 1971-1973 : Ion Țuțuianu (27 sélections pour la Roumanie)[27]

## Rivalités
Le  grand rival du Sport athlétique mauléonais est le FéCéO, le FC Oloron, les capitales du Haut-Béarn et de la Soule n'étant distantes que de 30 kilomètres,,. Le premier matche a eu lieu en 1909 au champ Casabonne.
C'est Mauléon qui s'impose.

## Structures sportives

### Stade
Le stade Marius-Rodrigo est le stade où le club dispute ses rencontres à domiciles. La tribune principale date des années 70.